# Hold that Tiger
Hold That Tiger est un album live du groupe Sonic Youth. Il est publié en 1991 sur le label Goofin' du groupe, puis réédité en CD en 1998. Il est enregistré le 14 octobre 1987 au Cabaret Metro (en), à Chicago (États-Unis), c’est-à-dire durant la période de l'album Sister, c'est pourquoi la majorité des morceaux joués lors de ce concert proviennent de cet album ; on retrouve malgré tout Tom Violence et Expressway to yr Skull (EVOL), Brother James (Kill yr Idols), Death Valley '69 (Bad Moon Rising). Le groupe joue en rappel quatre reprises des Ramones.

## Titres
1. Intro
2. Schizophrenia
3. Tom Violence
4. White Kross
5. Kotton Krown
6. Stereo Sanctity
7. Brother James
8. Pipeline/Kill Time
9. Catholic Block
10. Tuff Gnarl
11. Death Valley '69
12. Beauty Lies In The Eye
13. Expressway To Yr Skull
14. Pacific Coast Highway
15. Loudmouth
16. I Don't Wanna Walk Around with You
17. Today Yr Love, Tomorrow the World
18. Beat on the Brat